# Mechademia
Mechademia è una rivista accademica biennale (in precedenza annuale) sottoposta a revisione paritaria in inglese sui prodotti della cultura popolare giapponese e sulle pratiche dei suoi appassionati. È pubblicata dalla University of Minnesota Press e il caporedattore è Frenchy Lunning. Mechademia tiene anche una conferenza annuale dal 2001.

## Accoglienza
Steve Raiteri di Library Journal ha elogiato Mechademia come un «grande primo sforzo [...] che colma il divario tra accademici e appassionati». Per Christophe Thouny di Animation la scrittura e il tono sono accessibili sia agli accademici, sia ai normali appassionati. Ed Sizemore di Comics Worth Reading ha però criticato la rivista per la sua sezione di recensioni e commenti perché sono come «riassunti delle opere (film e libri) discusse senza una vera critica del lavoro». Sizemore ha comunque lodato la sezione dei saggi accademici della rivista.